# ماتي جونيش
ماتي جونيش (بالكرواتية: Matej Jonjić) (مواليد 29 يناير 1991)، هو لاعب كرة قدم كان يلعب كمدافع.

## وصلات خارجية
- ماتي جونيش على موقع الاتحاد الأوربي (الإنجليزية)
- ماتي جونيش على موقع رابطة كرة القدم اليابانية للمحترفين (اليابانية)
- ماتي جونيش على موقع دوري كوريا الجنوبية (الإنجليزية)
- ماتي جونيش على موقع إي إس بي إن إف سي (الإنجليزية)
- ماتي جونيش على موقع قاعدة بيانات كرة القدم.إي يو (الإنجليزية)
- ماتي جونيش على موقع Soccerbase.com (لاعب) (الإنجليزية)
- ماتي جونيش على موقع Soccerway.com (الإنجليزية)
- ماتي جونيش على موقع عالم كرة القدم.نت (الإنجليزية)